# Дячок Теодозій
Теодозій Дячок (нар. 21 січня 1912, с. Гадинківці, Австро-Угорщина) — український інженер-архітектор.

## Життєпис
Теодозій Дячок народився 21 січня 1912 року у селі Гадинківцях, нині Копичинецької громади Чортківського району Тернопільської области України.
Від 1954 — громадянин США.
Член Товариства українських інженерів в Америці, инших професійних організацій. Активіст українських громадських об'єднань.